# Roger Vailland
Roger Vailland (* 16. Oktober 1907 in Acy-en-Multien in der Picardie; † 12. Mai 1965 in Meillonnas bei Bourg-en-Bresse) war ein französischer Schriftsteller, Essayist und Journalist. Sein Werk umfasst Romane, Theaterstücke, Drehbücher, Reiseberichte und Tagebücher.

## Zur Person
Als junger Mann war Vailland in Paris Mitbegründer der literarisch-esoterischen Künstlergruppe Le Grand Jeu.
Seine Jahre als Reporter verbrachte er in Paris und Lyon. Im Krieg schloss er sich der Résistance an; nach der Befreiung reiste er viel. Er schrieb eine Reihe engagierter Bücher, darunter den mit dem Prix Interallié ausgezeichneten Roman Seltsames Spiel (1945) und den mit dem Prix Goncourt ausgezeichneten Roman Hart auf Hart (1957). Vailland bekannte sich offen zum Kommunismus, allerdings lebte er ab 1951 mit seiner Frau zurückgezogen auf dem Land. Der Roman 325.000 Francs war eine Kampfschrift gegen den Kapitalismus, die viel Zuspruch fand.
Sein Leben war von vielen Problemen geprägt, darunter der Alkohol. Er starb an Lungenkrebs. Seine Bücher werden in Frankreich weiterhin verlegt, wobei eine Vielzahl posthumer Erstveröffentlichungen hinzukam, darunter insbesondere Korrespondenzen, Tagebücher und Aufsätze.

## Werke (Auswahl)

### Romane
- Seltsames Spiel - Drôle de jeu, 1945
- Les Mauvais coups, 1948
- Bon pied bon œil, 1950
- Un Jeune homme seul
- Die junge Frau Amable - Beau masque, 1954
- 325.000 Francs - 325 000 francs, 1955
- Hart auf Hart (in der DDR  unter dem Titel: Das Gesetz) - La Loi, 1957
- Das Liebesfest - La Fête, 1960
- La Truite, 1964
- La Visirova, 1986
- Cortès, le conquérant de l'Eldorado, 1992

### Tagebücher
- Écrits intimes, 1968
- Chronique d’Hiroshima à Goldfinger: 1945-1965, 1984
- Chroniques des années folles à la libération: 1928-1945, 1984

### Reiseberichte
- Boroboudour, voyage à Bali, Java et autres îles, 1951
- Erlebnisse in Ägypten - Choses vues en Egypte, 1952

### Sachbücher
- Le Surréalisme contre la révolution, 1988
- N’aimer que ce qui n’a pas de prix, 1995
- Le regard froid: réflexions, esquisses, libelles, 1945-1962, 1998
- Expérience du drame, 2002

### Theaterstücke
- Oberst Foster ist schuldig - Le Colonel Foster plaidera coupable, 1951

### Verfilmungen
- 1959: Wo der heiße Wind weht – Verfilmung von Hart auf hart, Regie: Jules Dassin
- 1960: Hunger nach Liebe – Verfilmung von Les Mauvais Coups, Co-Autor: Vailland, Regie: François Leterrier
- 1982: Eine Frau wie ein Fisch – Verfilmung von La Truite, Regie: Joseph Losey

### Drehbücher
- 1947: Brüder Bouquinquant – Co-Autor; nach einem Roman von Jean Prevost, Regie: Louis Daquin
- 1955: Bel Ami – Co-Autor; nach dem Roman von Guy de Maupassant, Regie: Louis Daquin
- 1959: Gefährliche Liebschaften – Co-Autor; nach dem Roman von Choderlos de Laclos, Regie: Roger Vadim
- 1960: …und vor Lust zu sterben – Co-Autor; nach einem Roman von Sheridan Le Fanu, Regie: Roger Vadim
- 1961: Die Nacht vor dem Gelübde – Co-Autor; nach einem Roman von Guido Piovene, Regie: Alberto Lattuada
- 1962: Nacht der Erfüllung – Co-Autor; Regie: René Clément
- 1963: Laster und Tugend (Le Vice et la vertu)